# 高橋良平 (SF)
高橋 良平（たかはし りょうへい、1951年12月8日- ）は、日本のSF小説及びSF映画評論家、翻訳家、フリー編集者。日本SF作家クラブ会員。

## 経歴
愛知県豊橋市出身。高校時代からSFファン活動を開始。1976年中央大学文学部哲学科を卒業し、すばる書房に入社。のち、SFヴィジュアル雑誌『スターログ』副編集長を経て、フリーに。
『本の雑誌』に「戦後日本SF出版史」を長期連載していたが、2021年5月号で終了。この連載は2025年4月現在、単行本化がされていない。
『本の雑誌』1997年3月号において、日本のSFが商業的に成功していない当時の状況へのいらだちから、「ここ十年のSFはみんなクズだ!」と題して鏡明と対談し、いわゆる「SFクズ論争」の口火を切った。

## 著書

### 編書
- 『グレムリン : Photo storybook』（構成、講談社） 1984.10
- 『グレムリン : Still book』（構成、講談社） 1984.10
- 『ジェームズ・キャメロンの映像力学』（ビクター・ブックス） 1990.3
- 『MEAD GUNDAM：シド・ミード『∀ガンダム』モビルスーツ・デザイン画集』（シド・ミード、講談社） 2000.2
  - 『MEAD GUNDAM [復刻版]』（復刊ドットコム） 2013
- 『東京創元社 文庫解説総目録 [1959.4 - 2010.3]』（東京創元社編集部と共編、東京創元社） 2010.12
- 『伊藤典夫翻訳SF傑作選：ボロゴーヴはミムジイ』（ハヤカワ文庫SF） 2016.11
- 『伊藤典夫翻訳SF傑作選 最初の接触』（ハヤカワ文庫SF）2019.5

### 共著
- 『The バック・トゥ・ザ・フューチャー Album』（小林裕幸共著、講談社X文庫スペシャル） 1985.12
- 『ザ・香港ムービー』上・下（徳間書店、アニメージュ文庫） 1988.8、1988.12
- 『SFへの遺言』（小松左京, 大原まり子, 森下一仁, 石川喬司, 笠井潔, 巽孝之共著、光文社） 1997.6
- 『SFベスト201』（伊藤典夫編、新書館） 2005.6

### 監修
- 『Welcome to TWIN PEAKS ツイン・ピークスの歩き方』（デイヴィッド・リンチ＆マーク・フロスト＆リチャード・ソール・ワーマン、扶桑社） 1992.3
- 『SF大百科事典』（ジョン・クルート編著、共訳・監修、グラフィック社） 1998

## 翻訳
- 『ダリル』（N・H・クラインバウム、新潮文庫） 1985
- 『スピルバーグのアメージング・ストーリー』1 - 2（S・バウアー、新潮文庫） 1986.12、1987.5
- 『ジョージ・ルーカスのSFX工房：INDUSTRIAL LIGHT & MAGIC』（トーマス・G・スミス、共訳、朝日新聞社） 1987.12
- 『エイリアン・ネイション』（A・D・フォスター、新潮文庫） 1988
- 『風と共に去りぬ写真集』（J・キャメロン＆P・J・クリストマン、新潮文庫） 1992.10
- 『Mr.アトキンソンの秘密』（ブルース・デッソー、求龍堂） 1998
- 『SENTURY：シド・ミード画文集』（角川書店） 2001.10